# Nowiny (powiat Gołdapski)
Nowiny (Duits: Naujehnen; 1938-1945: Neuengrund) is een plaats in het Poolse woiwodschap Ermland-Mazurië, gelegen in het district Gołdapski. De plaats maakt deel uit van de gemeente Banie Mazurskie.